# Segestria senoculata
Segestria senoculata (Linneo, 1758) è un ragno appartenente alla famiglia Segestriidae.

## Distribuzione

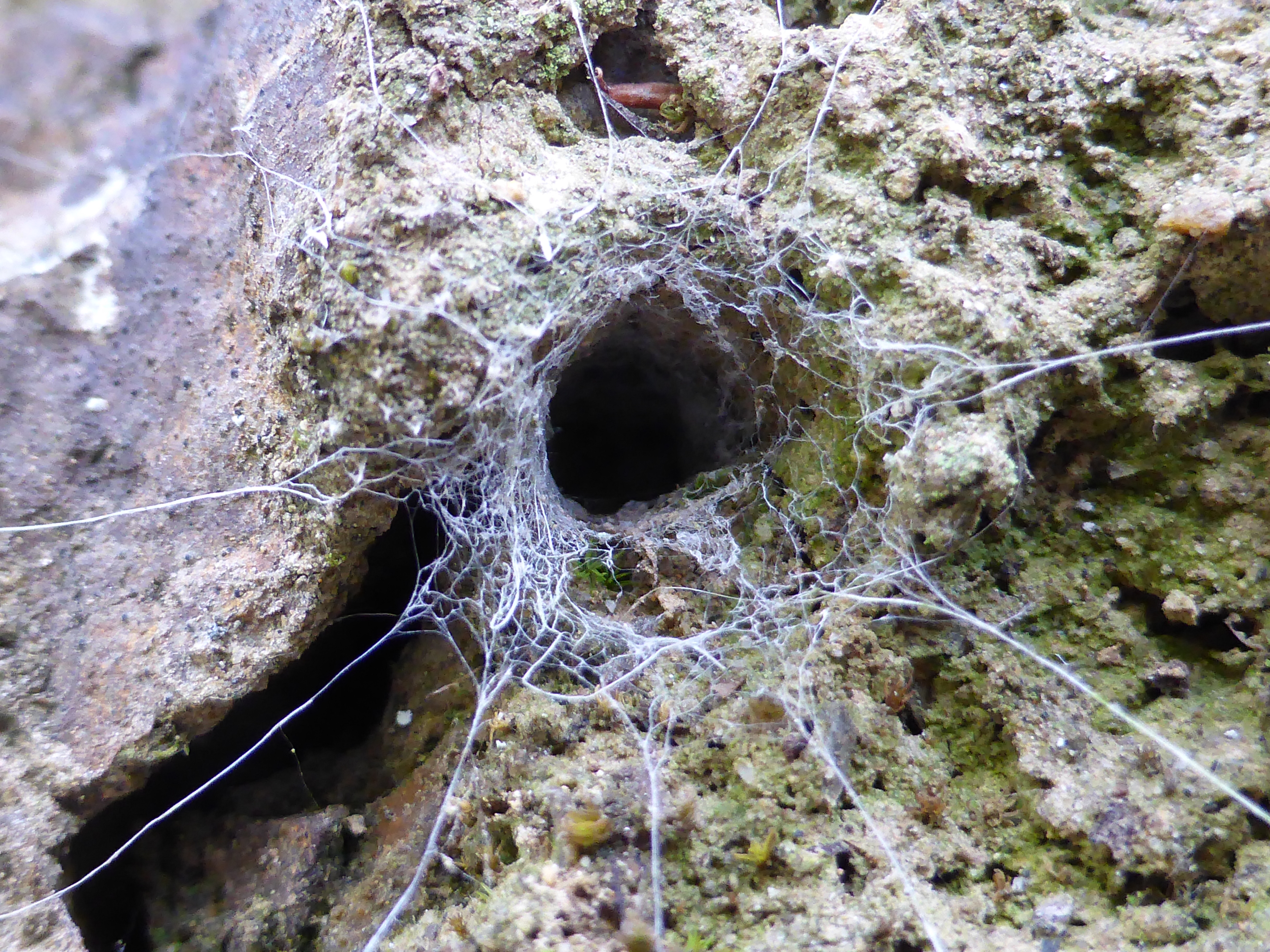
L'ingresso della tana

La specie è stata reperita in diverse località della regione paleartica.

## Tassonomia
Non sono stati esaminati esemplari di questa specie dal 2012.
Attualmente, al dicembre 2013, è nota una sola sottospecie descritta, i cui esemplari rinvenuti non sono più rintracciabili:
- Segestria senoculata castrodunensis Gétaz, 1889 - Svizzera